# Lyubimsky (huyện)
Huyện Lyubimsky (tiếng Nga: ? райо́н) là một huyện hành chính tự quản (raion), của Tỉnh Yaroslavl, Nga. Huyện có diện tích 1994 km², dân số thời điểm ngày 1 tháng 1 năm 2000 là 15100 người. Trung tâm của huyện đóng ở Lyubim.